# (8967) Calandra
(8967) Calandra (4878 T-1) – planetoida z grupy pasa głównego asteroid okrążająca Słońce w ciągu 5,35 lat w średniej odległości 3,06 au. Odkryta 13 maja 1971 roku.